# Holmsjön (Ovansjö socken, Gästrikland)
Holmsjön är en sjö i Sandvikens kommun i Gästrikland och ingår i Gavleåns huvudavrinningsområde. Sjön är 9 meter djup, har en yta på 0,0615 kvadratkilometer och är belägen 239,2 meter över havet. Sjön avvattnas av vattendraget Laxbäcken.

## Delavrinningsområde
Holmsjön ingår i det delavrinningsområde (673525-153560) som SMHI kallar för Ovan 673588-153746. Medelhöjden är 232 meter över havet och ytan är 3,48 kvadratkilometer. Det finns inga avrinningsområden uppströms utan avrinningsområdet är högsta punkten. Laxbäcken som avvattnar avrinningsområdet har biflödesordning 2, vilket innebär att vattnet flödar genom totalt 2 vattendrag innan det når havet efter 71 kilometer. Avrinningsområdet består mestadels av skog (90 procent). Avrinningsområdet har 0,06 kvadratkilometer vattenytor vilket ger det en sjöprocent på 1,8 procent.